# Il cerchio della vendetta
Il cerchio della vendetta (Shoot-Out at Medicine Bend) è un film del 1957 diretto da Richard L. Bare.
È un film western statunitense con Randolph Scott, James Craig e Angie Dickinson.

## Trama
Il capitano Buck Devlin, insieme ai soldati di cavalleria John Maitland e Wilbur Clegg, è in missione per scoprire chi ha venduto munizioni difettose alla famiglia di suo fratello. Le munizioni hanno infatti provocato la morte del fratello di Devlin in un attacco indiano.

## Produzione
Il film, diretto da Richard L. Bare su una sceneggiatura di John Tucker Battle e D.D. Beauchamp, fu prodotto da Richard Whorf per la Warner Bros. e girato nel ranch di Corriganville nella Simi Valley, nei Warner Brothers Burbank Studios a Burbank e nel Warner Ranch a Calabasas, in California, dal 5 novembre a fine novembre 1956. Il titolo di lavorazione fu  The Marshal of Independence.

## Colonna sonora
- Kiss Me Quick - musica di Ray Heindorf, parole di Wayne Shanklin, cantata da Dani Crayne

## Distribuzione
Il film fu distribuito con il titolo Shoot-Out at Medicine Bend negli Stati Uniti dal 4 maggio 1957 al cinema dalla Warner Bros.
Altre distribuzioni:
- in Germania Ovest il 1º ottobre 1957 (Schußbereit)
- in Finlandia il 1º novembre 1957 (Hirttonuoran varjossa)
- in Austria nel dicembre del 1957 (Schußbereit e Gegen Tod und Teufel)
- in Svezia il 17 febbraio 1958 (Den okände hämnaren)
- in Giappone l'8 aprile 1958
- in Francia il 4 marzo 1959 (Le vengeur)
- in Danimarca il 10 ottobre 1960
- in Grecia (Dikaiosyni horis nomo)
- in Italia (Il cerchio della vendetta)
- in Belgio (Justice sans loi)
- in Brasile (No Rastro dos Bandoleiros)